# Верхнее Красино
Верхнее Красино — село в Ясногорском районе Тульской области России. 
В рамках административно-территориального устройства является центром Верхне-Красинской сельской территории Ясногорского района, в рамках организации местного самоуправления включается в  Теляковское сельское поселение.

## География
Расположено в 52 км к северо-востоку от Тулы и в 22 км к северо-востоку от райцентра, города Ясногорска.

## Население
| 2002 | 2010 |
| ---- | ---- |
| 278  | ↘213 |

Население — 213 чел. (2010).